# Hanna Balabanowa
Hanna Serhijiwna Balabanowa (ukrainisch Ганна Сергіївна Балабанова; * 10. Dezember 1969 in Winnyzja, Ukrainische SSR) ist eine ehemalige ukrainische Kanutin.

## Karriere
Hanna Balabanowa nahm unter anderem im Vierer-Kajak dreimal an Olympischen Spielen auf der 500-Meter-Strecke teil. Bei ihrem Olympiadebüt 1996 in Atlanta kam sie im Vorlauf nicht über den sechsten Platz hinaus und belegte auch im Halbfinale lediglich den vierten Platz, sodass der ukrainische Vierer den Endlauf verpasste. Im Zweier-Kajak gelang ihr mit Kateryna Jurtschenko ebenfalls nicht die Finalqualifikation. Vier Jahre darauf verlief der Wettbewerb im Zweier-Kajak in Sydney ebenfalls erfolglos. Erneut schied Balabanowa vorzeitig aus, diesmal an der Seite von Natalija Feklissowa. Im Vierer-Kajak gelang dem ukrainischen Boot dagegen der Einzug in den Endlauf, den es mit einer halben Sekunde Rückstand auf den Bronzerang auf dem fünften Platz beendete.
Bei den Olympischen Spielen 2004 in Athen, ihrer dritten Teilnahme, gehörte Balabanowa neben Inna Ossypenko, Tetjana Semykina und Olena Tscherewatowa zur Besatzung des Vierer-Kajaks. Im Vorlauf platzierten sich die Ukrainerinnen hinter dem polnischen Vierer-Kajak auf dem zweiten Rang und zogen ins Finale ein. Dieses schlossen sie in 1:36,192 Minuten mit einem Rückstand von 1,8 Sekunden auf die siegreichen Deutschen und 1,6 Sekunden auf die zweitplatzierten Ungarinnen auf dem dritten Rang ab, womit sie die Bronzemedaille gewannen.
Weitere Erfolge im Vierer-Kajak gelangen Balabanowa bei Welt- und Europameisterschaften. 2001 sicherte sie sich in Posen bei den Weltmeisterschaften über 1000 Meter die Bronzemedaille und wurde in Mailand im selben Jahr, ebenfalls auf der 1000-Meter-Strecke, Europameisterin. Darüber hinaus wurde sie 2004 in Posen nochmals Europameisterin, diesmal jedoch über 500 Meter.